# ۱۲ مارس
۱۲ مارس هفتادمین (در سال‌های کبیسه هفتاد و دومین) روز سال در گاه‌شماری میلادی است. ۲۹۴ روز تا پایان سال باقی‌است.

## رویدادها
- ۵۱۵ (پیش از میلاد) – ساخت نیایشگاه اورشلیم به پایان رسید.[نیازمند منبع]
- ۱۸۰۹ – امضای پیمان مودت در تهران میان ایران قاجاری و بریتانیا[نیازمند منبع]

## زادروزها
- ۱۹۸۳ – آندره ناکاهارا، ورزشکار هنرهای رزمی و کاراته‌کار اهل برزیل
- ۱۹۹۲ – ابرار سبت، بازیگر و خوانندهٔ بحرینی.[۱]

## درگذشت‌ها
- ۱۸۲۳ – موسی محسنی،  فقیه جعفری، نویسندهٔ دینی و شاعر عربی ایرانی قاجاری.
- ۱۹۴۸ - نجیب نصار، روزنامه‌نگار و سیاستمدار عثمانی-فلسطینی.[۲]
- ۲۰۰۳ - هاوارد فاست ، نویسنده